# Mariano del Friuli
Mariano del Friuli (nekoč samo Mariano, furlansko Marian) je naselje in občina s 1.449 prebivalci v italijanski deželi Furlanija - Julijska krajina. 

## Zgodovina in zemljepis
Naselje Corona je bilo leta 1928 priključeno Marianu del Friuli.

## Prebivalstvo

### Jeziki
Morarčani poleg italijanščine uporabljajo tudi furlanščino. Furlanščina, ki se govori v Moraru, je ena od različic goriške furlanščine (vzhodne furlanščine).